# Кадряково (Агрызский район)
Кадряково (луговомар. Кадрек, тат. Кадрәк) — село в Агрызском районе Республики Татарстан. Административный центр и единственный населённый пункт Кадряковского сельского поселения.

## Этимология
По одной из версий название села образовалось от марийского слова «кадыр», то есть «кривой» — сельчане строили свои дома вдоль кривого русла реки Чекалдинка, в результате чего получилась кривая улица. По другой версии название образовалось от татарского слова «кадырле», обозначающего «дорогой», и междометия «эх».

## Географическое положение
Село расположено на берегах реки Чекалдинка, рядом с границей Удмуртии. Ближайший населённый пункт, деревня Старая Салья Киясовского района Удмуртии, расположена в 4,5 км к северо-востоку. Расстояние до города Агрыз составляет 43 км (62 км по автодорогам).
Постановлением Кабинета Министров Республики Татарстан входит в перечень населённых пунктов, находящихся в отдалённых или труднодоступных местностях Республики Татарстан.

## История
Населённый пункт основан в XVII веке. В 1762 году в деревне было 47 душ мужского пола.
В списке населённых мест 1802 года учтены 55 тептярей мужского пола. Деревня тогда относилась к Сарапульской округе Вятской губернии.
В «Списке населённых мест Российской империи», изданном в 1876 году, населённый пункт упомянут как казённая деревня Кадряково 2-го стана Елабужского уезда Вятской губернии, при речке Чекалде, расположенная в 98 верстах от уездного города Елабуга. Здесь насчитывалось 44 двора и проживало 277 человек (122 мужчины и 155 женщины), была мельница.
В 1887 году в деревне Кадряково Бимского сельского общества Бимской волости проживало 412 тептярей из черемисов в 68 дворах (198 мужчин и 214 женщин). Земельный надел деревни составлял 1710 десятин земли. У жителей имелось 195 лошадей, 129 коров и 491 единица мелкого скота (овец, свиней и коз); 43 человека занимались местными промыслами (в том числе 31 продавали лес), 5 — отхожими промыслами (извозчики), также были распространены бортничество и смолокуренный промысел. Было 3 грамотных и 1 учащийся.
В начале XX века здесь функционировала миссионерская школа. В 1905 году в деревне Мушаковской волости Елабужского уезда проживало 615 человек (300 мужчин, 315 женщин) в 93 дворах.
До 1920 года село входило в Старо-Чекалдинскую волость Елабужского уезда Вятской губернии. С 1921 года перешло в состав Агрызского кантона ТАССР, с 1924 — в состав Елабужского кантона, с 1928 — в состав Челнинского кантона. С 10 августа 1930 года село переходит в состав Красноборского района (в 1930 и 1948 годах — центр сельсовета), с 28 октября 1960 года — в состав Агрызского района, с 1 февраля 1963 года — в состав Елабужского района. 4 марта 1964 года село окончательно вернулось в состав Агрызского района.
В 1930 году организованы колхозы «Звено» и «КИМ». В конце 1930-х годов в селе действовали 3 ветряные и 2 водяные мельницы, 2 крупорушки, маслобойня, 7 смолокурен.
В 1937 году была открыта семилетняя школа, в 1941 году преобразована в начальную, в 1951 году — опять в семилетнюю (в 1954 году построено новое здание), в 1961 году — в восьмилетнюю, в 1989 году в среднюю (в 1997 году объединена с детским садом). С 2010-х годов школа стала основной.
В 1936 году в селе была открыта библиотека (в 1958 году построено здание), в 1948 году — изба-читальня, в 1950 году — клуб. С 1954 года работает дом культуры, при котором с 1992 года действует марийский фольклорный коллектив «Кадрек сем».
В 1960 году колхоз села объединен с колхозом села Старая Чекалда под названием «Дружба». В 1988 году из «Дружбы» выделился колхоз «Кадряково», в 1998 году реорганизованный в КФХ «Онычко» и «Колос» (в 2000—2005 годах СПК «Колос»).

## Население
| 1834 | 1859 | 1887 | 1905 | 1920 | 1926 | 1938 | 1949 | 1958 | 1970 | 1989 |
| ---- | ---- | ---- | ---- | ---- | ---- | ---- | ---- | ---- | ---- | ---- |
| 154  | 277  | 412  | 615  | 677  | 757  | 857  | 672  | 684  | 704  | 535  |

| 2002 | 2012 | 2013 | 2014 | 2015 | 2016 | 2017 |
| ---- | ---- | ---- | ---- | ---- | ---- | ---- |
| 509  | ↘478 | ↘469 | ↘467 | ↘462 | ↘456 | ↘445 |
| 2018 | 2019 | 2020 | 2024 |      |      |      |
| ↘440 | →440 | ↘432 | ↘405 |      |      |      |

По данным на 1 января 2012 года население села составило 516 человек, в том числе: пенсионеров — 78, работающих — 45, до 18 лет — 122, неработающих — 121, студентов — 33. Средний возраст жителей составляет 40 лет. Общее число хозяйств составляет 179 дворов, из них пустующих — 26.
Национальный состав
Согласно результатам переписи 2002 года, в национальной структуре населения марийцы составляли 97 %.

## Инфраструктура
На территории села расположены следующие объекты инфраструктуры:
- Кадряковская основная общеобразовательная школа
- Кадряковская библиотека
- Кадряковский дом культуры
- Кадряковский фельдшерско-акушерский пункт
- магазин Агрызского РайПО

Также есть 2 магазина и кладбище. Село электрифицировано и газифицировано. Действует зерноток.